# Kanton Auxerre-Nord-Ouest
Der Kanton Auxerre-Nord-Ouest war von 1972 bis 2015 ein französischer Wahlkreis im Arrondissement Auxerre, im Yonne und in der Region Burgund. Er bestand aus einem Teil der Stadt Auxerre.